# Amerika Amerika
Amerika Amerika is een Nederlandse musical geschreven door Jos Brink en zijn partner Frank Sanders. De eerste opvoering was op 15 oktober 1981. De aan deze musical gegeven werktitel was Bootshow.
Het verhaal speelt zich af in 1939, even voordat Duitse troepen Warschau binnenvallen, aan boord van de Nieuw Amsterdam, een schip van de Holland-Amerika Lijn.
Deze musical is door de AVRO opgenomen en is opgenomen in het archief van het Nederlands Instituut voor Beeld en Geluid in Hilversum. Kenmerkend aan deze opname is de hut-scène die, volgens Jos Brink zelf, tijdens de eerste opvoering ongeveer vier minuten bedroeg en tijdens de opname voor de AVRO 18 minuten in beslag nam door improvisatie van de spelers.

## Rolverdeling
| Personage                             | Acteur          |
| ------------------------------------- | --------------- |
| Benjamin Benjamins (Ruben Rafalowitz) | Jos Brink       |
| Rea de Vries-Rafalowitz               | Caroline Kaart  |
| Ernst Hegeman                         | Frank Sanders   |
| Mien Hupkes-Feddema                   | Mary Michon     |
| Victoria Hupkes                       | Annelies Balhan |
| Bella van Houten                      | Lucie de Lange  |
| Fanny Jansen                          | Simone Kleinsma |
| Dennis Barr                           | Barrie Stevens  |
| Pastoor                               | Fred Butter     |